# Vitstrupig tinamo
Vitstrupig tinamo (Tinamus guttatus) är en fågel i familjen tinamoer inom ordningen tinamofåglar.

## Utseende och läte
Vitstrupig tinamo är en medelstor (32–36 cm), brunfärgad tinamo. Fjäderdräkten är huvudsakligen chokladbrun med beigefärgad strupe och ljusa fläckar på vingtäckarna. Lätet är en långsam och sorgesam tvåstavig vissling.

## Utbredning och systematik
Fågeln förekommer från sydöstra Colombia och södra Venezuela till norra Bolivia och Amazonområdet i Brasilien. Den behandlas som monotypisk, det vill säga att den inte delas in i några underarter.

## Status och hot

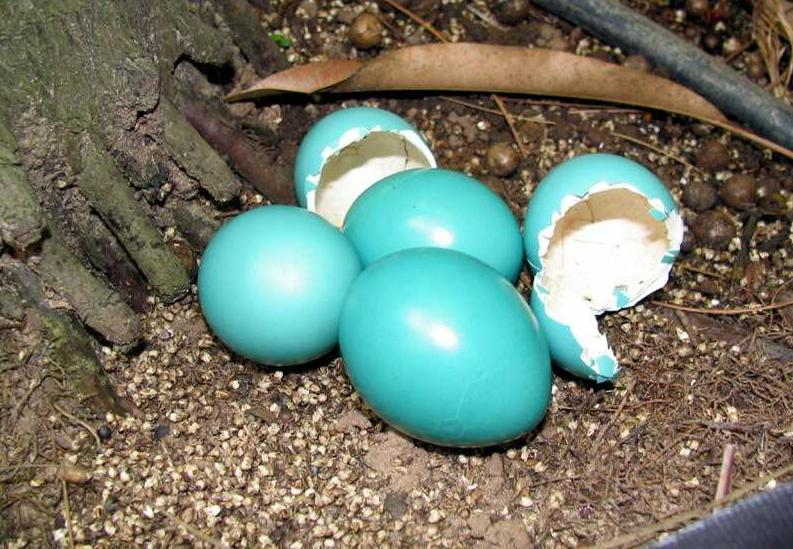
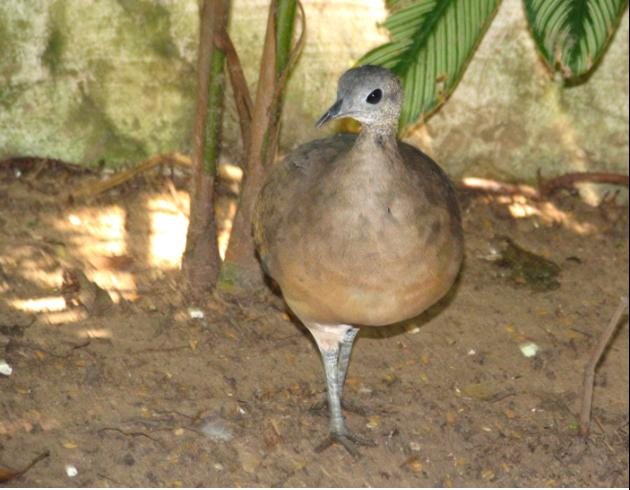

Vitstrupig tinamo är upptagen på internationella naturvårdsunionen IUCN:s röda lista som nära hotad. Den tros minska i antal till följd av jakt och habitatförlust. Världspopulationen uppskattas till 200 000–500 000 vuxna individer.